# Musikjahr 1906
Liste der Musikjahre

◄◄ | ◄ | 1902 | 1903 | 1904 | 1905 | Musikjahr 1906 | 1907 | 1908 | 1909 | 1910 | ► | ►►

Weitere Ereignisse
Dieser Artikel behandelt das Musikjahr 1906.

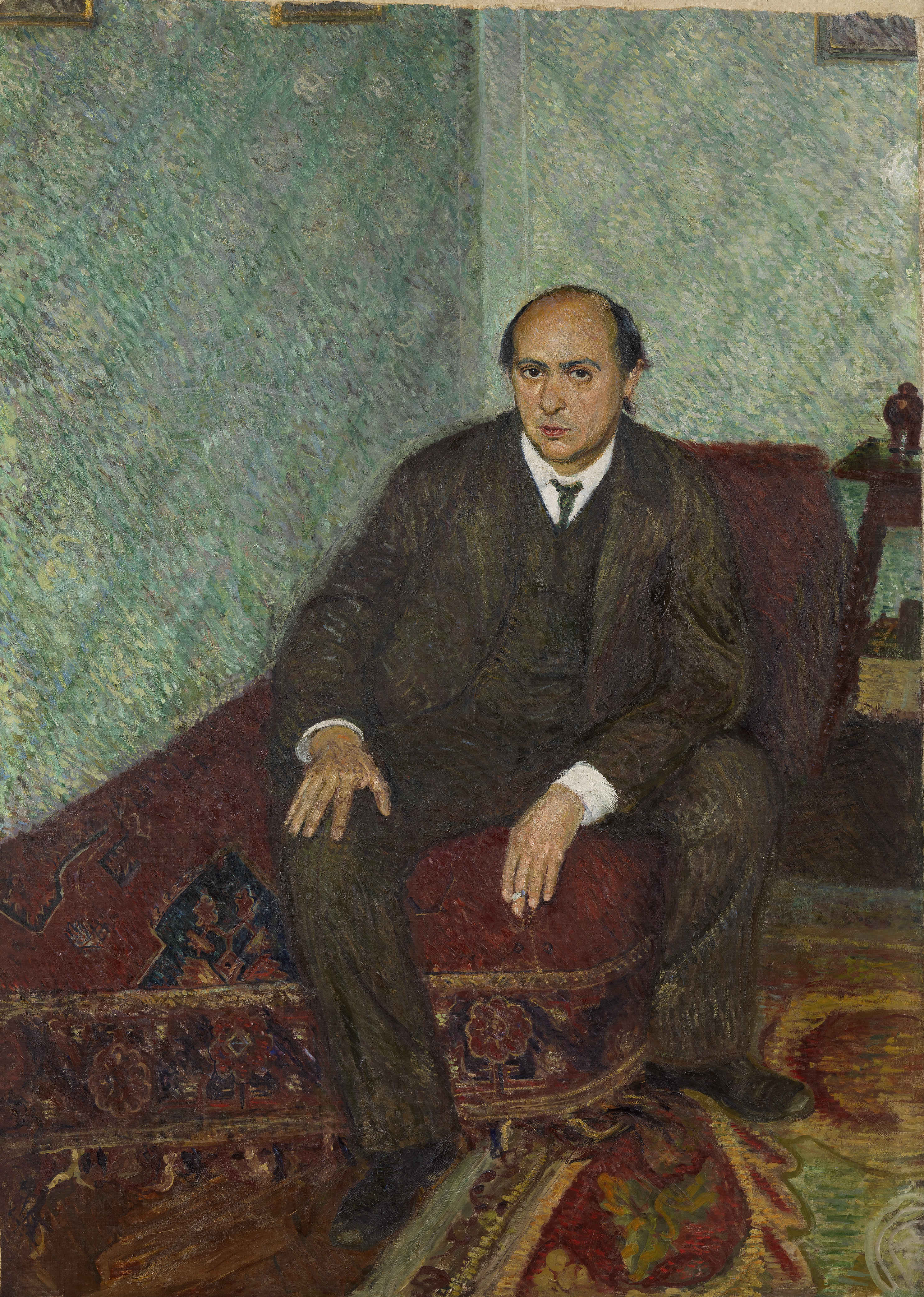
Arnold Schönberg, Gemälde von Richard Gerstl, 1906

## Ereignisse
- 24. Dezember: Reginald Aubrey Fessenden strahlt die erste Rundfunksendung in einer Funkstation in Brant Rock, Massachusetts, aus.

### Instrumentalmusik
- 06. Januar: Die Klavierstücke Miroirs (Spiegelbilder) von Maurice Ravel werden von dem mit Ravel befreundeten Pianisten Ricardo Viñes in Paris uraufgeführt. Das Werk gehört zu den Schlüsselwerken des französischen Impressionismus, die für dieses Instrument komponiert wurden. Alle Stücke sind technisch außerordentlich anspruchsvoll und von einem virtuosen Klaviersatz geprägt.
- 23. März: Gabriel Fauré: Klavierquintett Nr. 1 d-moll op. 89 Uraufführung
- 09. Mai: Das erste Buch der Tanzsuite Iberia. 12 novelles „impressions“ en quatre cahiers für Klavier von Isaac Albéniz wird im Salle Pleyel in Paris uraufgeführt.
- 27. Mai: Die 6. Sinfonie („Tragische Sinfonie“) von Gustav Mahler wird im Essener Saalbau als Höhepunkt des Tonkünstlerfestes des Allgemeinen deutschen Musikvereins unter Leitung des Komponisten uraufgeführt. Im Gegensatz zu anderen Sinfonien Mahlers stößt das Werk bei der Kritik auf Wohlwollen.
- Der deutsche Komponist Hermann Ludwig Blankenburg gewinnt mit dem Marsch Abschied der Gladiatoren den Kompositionswettbewerb des Musikverlages Boosey & Hawkes.
- George Enescu: Bläserdezett D-Dur op. 14; Konzertstück für Viola und Klavier
- Alexander Konstantinowitsch Glasunow: Sinfonie Nr. 8 Es-Dur op. 83, Uraufführung
- Max Reger: Suite im alten Stil für Violine und Klavier op. 93
- Erik Satie: Trois Autres Melodies (1886–1906): Chanson, Chansons médiévale, Les fleurs; Allons-y chochotte, Chanson

### Vokalmusik
- 01. April: Anton Bruckners Psalm 114, WAB 36, wird von August Göllerich unter Verwendung einer Abschrift des Manuskripts uraufgeführt.
- Maurice Ravel: Cinq mélodies populaires grecques, Histoires naturelles
- Gospel Just over in the Gloryland.

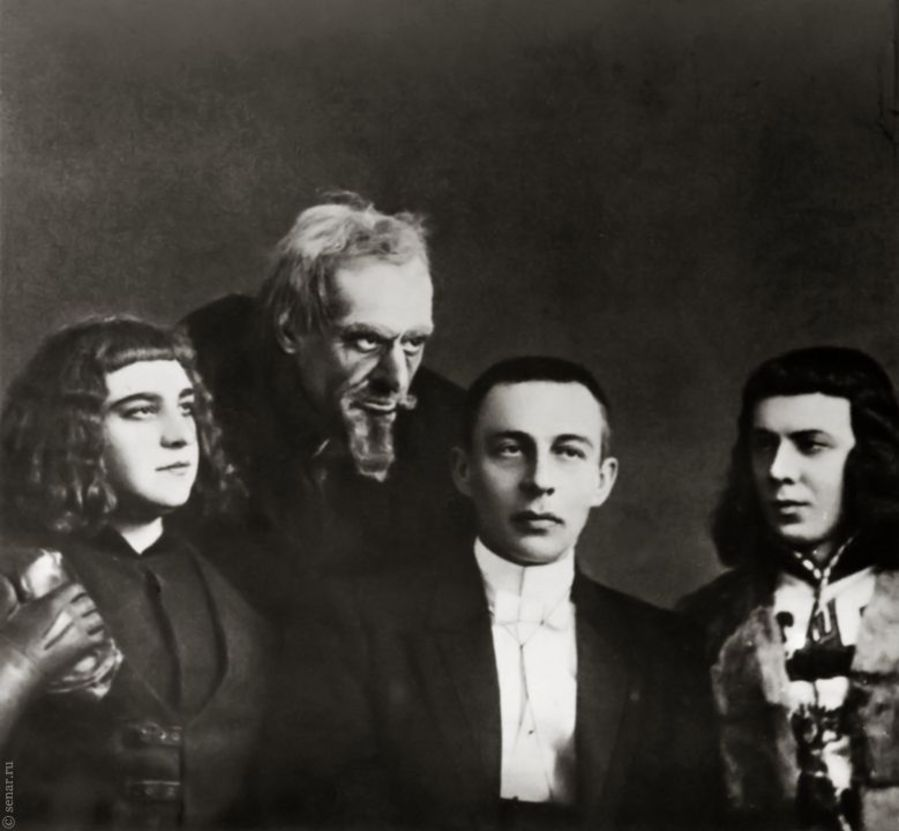
Die Premierenbesetzung von Der geizige Ritter

### Musiktheater
- 24. Januar: Am Bolschoi-Theater in Moskau werden die beiden einaktigen Opern Der geizige Ritter und Francesca da Rimini von Sergei Wassiljewitsch Rachmaninow unter der Leitung des Komponisten uraufgeführt. Literarische Vorlage für Der geizige Ritter ist Puschkins gleichnamige Tragödie aus den Kleinen Tragödien aus dem Jahr 1830. Die Titelrolle ist für den aufsteigenden Star Fjodor Schaljapin geschrieben, der auch für die Uraufführung vorgesehen ist, die Rolle dann aber nach einer privaten Voraufführung mit Klavierbegleitung durch Felix Blumenfeld abgibt.
- 24. Februar: Die Uraufführung der Oper L'Ancêtre (Der Ahne) von Camille Saint-Saëns findet in Monte Carlo statt.
- 10. März: Ebenfalls in Monte Carlo erfolgt die Uraufführung der Oper Don Procopio von Georges Bizet.

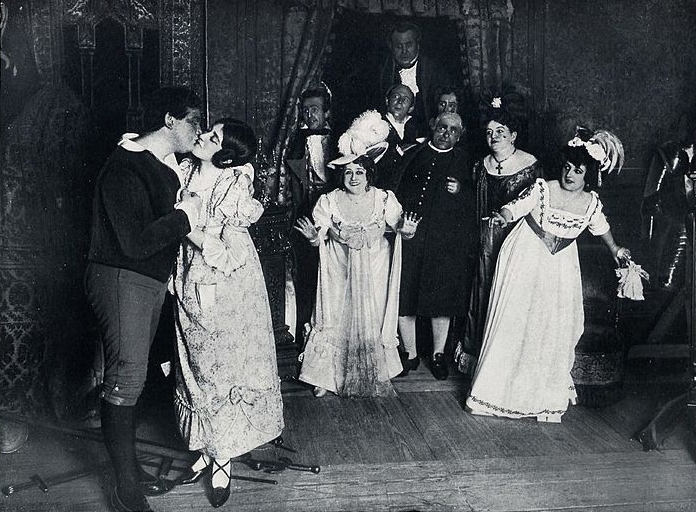
Schluss-Szene "Die vier Grobiane", Theater des Westens 1906

- 19. März: Das Musikalische Lustspiel Die vier Grobiane ( I quatro rusteghi) von Ermanno Wolf-Ferrari wird in deutscher Sprache an der Bayerischen Staatsoper in München uraufgeführt. Das Werk, dessen venezianisches und deutsches Libretto auf einer Komödie von Carlo Goldoni beruht, ist der Versuch einer Wiederbelebung der Opera buffa. Die Oper wird zum meistgespielten Werk des Komponisten und kommt noch im gleichen Jahr am Theater des Westens in Berlin zur Aufführung.
- 31. Oktober: Die Uraufführung der Oper Ariane von Jules Massenet mit einem Libretto von Catulle Mendès findet im Palais Garnier in Paris statt. Interpretin der Titelpartie ist Lucienne Bréval.
- 11. November: Die Uraufführung der Oper Maskarade von Carl Nielsen mit einem Libretto von Vilhelm Andersen, dem eine Komödie von Ludvig Holberg zugrunde liegt, erfolgt am Königlich Dänischen Theater in Kopenhagen unter der Leitung des Komponisten. Sie gilt heute als Nationaloper Dänemarks.
- 11. November: Die Oper The Wreckers von Ethel Smyth (Musik) mit einem Libretto von H. B. Leforestier (= Henry Bennet Brewster) wird im Neuen Theater in Leipzig uraufgeführt.
- 01. Dezember: Die Uraufführung der Kinderoperette Peter und Paul reisen ins Schlaraffenland von Franz Lehár findet im Kabarett Hölle im Theater an der Wien in Wien statt.
- 08. Dezember: Uraufführung der Oper Moloch von Max von Schillings an der Hofoper in Dresden.
- 11. Dezember: Die Kinderoper Das Christ-Elflein von Hans Pfitzner auf das Libretto von Ilse von Stach hat unter der Leitung von Felix Mottl ihre Uraufführung an der Hofoper in München, nachdem bereits am 23. November eine erste Aufführung der Ouvertüre in Berlin unter Emil Nikolaus von Reznicek erfolgt ist. Die erste Fassung wird ein Misserfolg.
- 30. Dezember: Im Zirkus Busch in Berlin erfolgt die Uraufführung des melodramatischen Krippenspiels Bübchens Weihnachtstraum von Engelbert Humperdinck.

Weitere Uraufführungen von Bühnenwerken
- Edmund Eysler: Künstlerblut und Phryne (zwei Operetten).
- Richard Heuberger. Die letzte Nacht (Oper) und Die drei Grazien (Operette)
- Oscar Straus: Hugdietrichs Brautfahrt (Operette).
- Robert Stolz: Manöverliebe (Operette)

### Gründungen
- 29. November: In Fürnitz/Brnca wird der Slowenische Kulturverein „SPD Dobrač“ gegründet.

## Geboren

### Januar bis März
- 01. Januar: Giovanni D’Anzi, italienischer Sänger und Komponist († 1974)
- 04. Januar: Stefan Rachoń, polnischer Geiger und Dirigent († 2001)
- 05. Januar: Wild Bill Davison, US-amerikanischer Jazz-Kornettist († 1989)
- 06. Januar: Jacques Pills, französischer Chanson- und Schlagersänger († 1970)
- 07. Januar: Francisco Amor, argentinischer Tangosänger, Komponist und Schauspieler († 1972)
- 08. Januar: Walter Feiler, deutscher Geigenbauer († 1989)
- 11. Januar: Hugo Peritz, Schweizer Jazz- und Unterhaltungsmusiker (Violine, Tenorsaxophon, Arrangement) († 1999)
- 15. Januar: Alessandro Cicognini, italienischer Filmkomponist († 1995)
- 21. Januar: Igor Moissejew, russischer Balletttänzer und Choreograf († 2007)
- 24. Januar: Howell Glynne, walisischer Opernsänger und Gesangspädagoge († 1969)
- 27. Januar: Karl Ludwig Gerok, deutscher Organist, Komponist und Autor († 1975)
- 27. Januar: Radamés Gnattali, brasilianischer Musiker und Komponist († 1988)
- 31. Januar: Benjamin Frankel, britischer Komponist († 1973)
- 31. Januar: Roosevelt Sykes, US-amerikanischer Blues-Musiker († 1983)
- 01. Februar: Hildegarde Sell, US-amerikanische Kabarett-Sängerin († 2005)

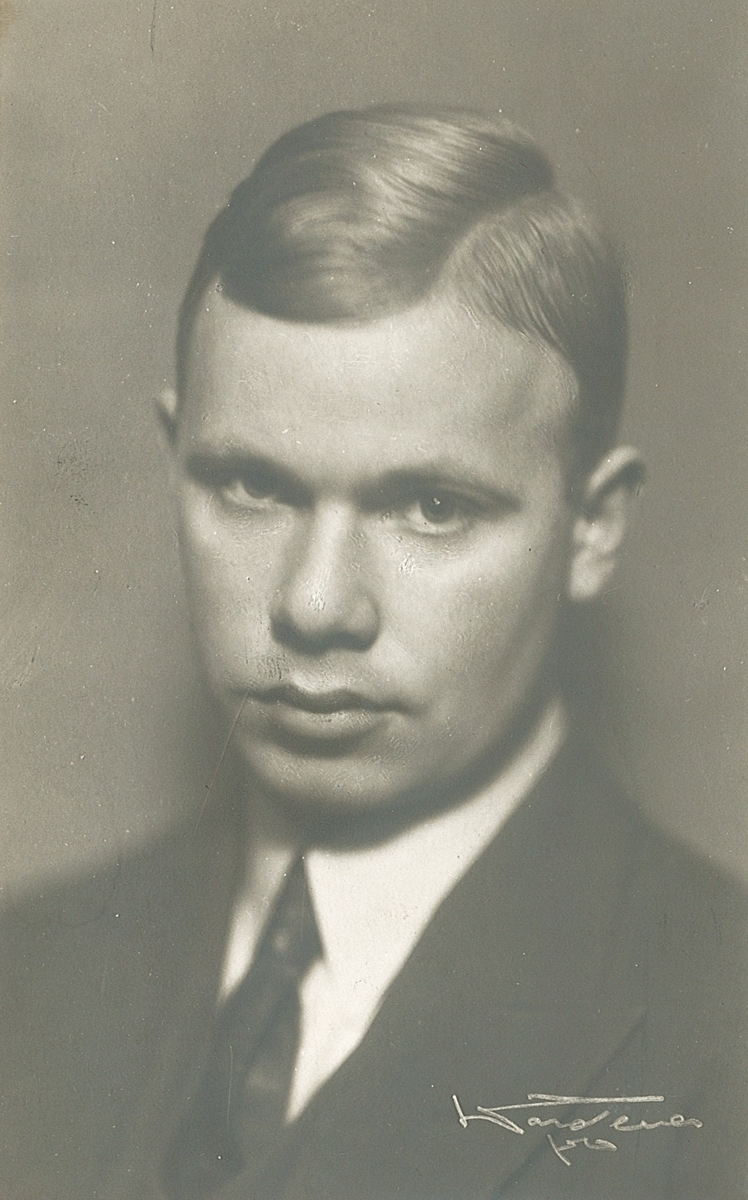
Ludvig Nielsen; * 3. Februar

- 03. Februar: Ludvig Nielsen, norwegischer Komponist und Organist († 2001)
- 05. Februar: Fritz Angermann, deutscher Sänger († 1944)
- 05. Februar: Sara Alexandrowna Lewina, russische Komponistin († 1976)
- 05. Februar: Emil Seiler, deutscher Bratschist, Komponist und Musikpädagoge († 1998)
- 07. Februar: Rudolf Lemke, deutscher Opernsänger († 1945)
- 11. Februar: Yves Baudrier, französischer Komponist († 1988)
- 22. Februar: Adele Marcus, kanadische Pianistin und Musikpädagogin († 1995)
- 23. Februar: Corrie Hartong, niederländische Tänzerin und Choreografin († 1991)
- 25. Februar: Boris Papandopulo, kroatischer Komponist und Dirigent († 1991)
- 02. März: Blind Teddy Darby, US-amerikanischer Blues-Gitarrist und -Sänger († 1975)

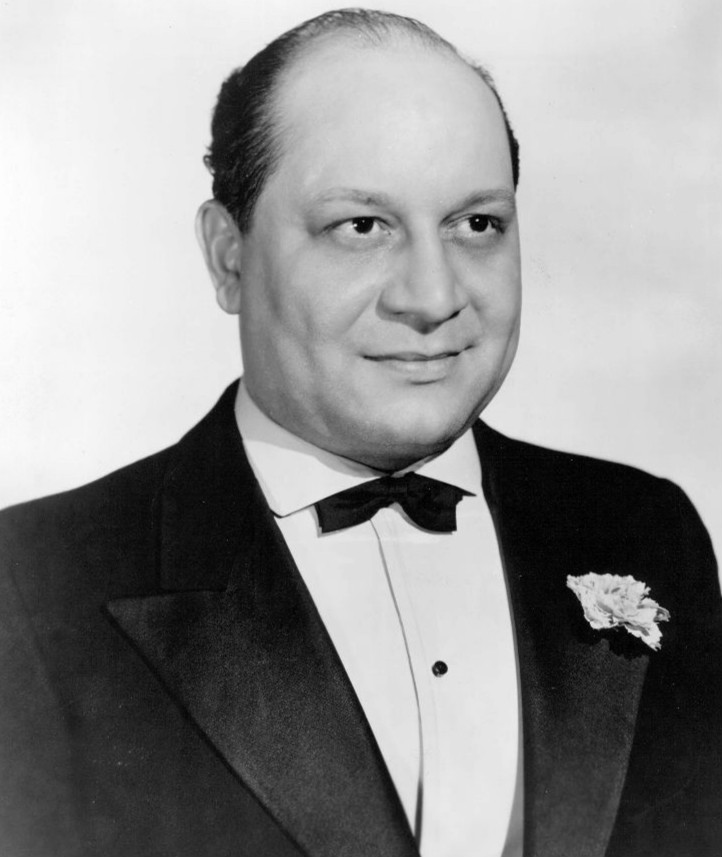
Barney Bigard; * 3. März

- 03. März: Barney Bigard, US-amerikanischer Jazz-Klarinettist († 1980)
- 03. März: Hugo Fricke, deutscher Violinist, Bratschist und Komponist († 1995)
- 07. März: Alejandro García Caturla, kubanischer Komponist († 1940)
- 10. März: Maurice Solway, kanadischer Geiger, Komponist und Musikpädagoge († 2001)
- 11. März: Ferid Alnar, türkischer Komponist († 1978)
- 12. März: Carlos Dante, argentinischer Tangosänger und -komponist († 1985)
- 14. März: Rodolfo Biagi, argentinischer Tangomusiker († 1969)
- 14. März: Ulvi Cemal Erkin, türkischer Komponist († 1972)
- 19. März: Normand Lockwood, US-amerikanischer Komponist und Musikpädagoge († 2002)
- 25. März: Jean Sablon, französischer Chansonnier († 1994)
- 26. März: Curley Weaver, US-amerikanischer Blues-Gitarrist und Sänger († 1962)

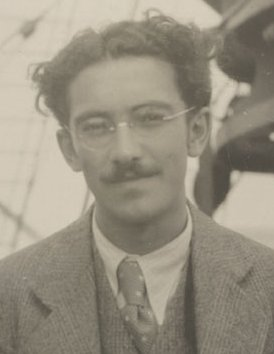
Murray Adaskin; * 28. März

- 28. März: Murray Adaskin, kanadischer Komponist und Dirigent († 2002)
- 29. März: Edward Power Biggs, US-amerikanischer Konzertorganist († 1977)
- 29. März: Tamaraxonim, sowjetische, usbekische Tänzerin, Sängerin, Schauspielerin und Choreografin († 1991)
- 30. März: Kurt Caesar, deutsch-italienischer Jazz- und Unterhaltungsmusiker sowie Comiczeichner († 1974)
- 30. März: Gérald Desmarais, kanadischer Sänger und Chorleiter († 1950)
- 31. März: Lauri Saikkola, finnischer Violinist und Komponist († 1995)

### April bis Juni
- 01. April: Lucette Descaves, französische Pianistin († 1993)
- 01. April: Muriel Stafford, kanadische Organistin, Chorleiterin und Musikpädagogin († 2004)
- 05. April: Fernando Germani, italienischer Organist, Komponist und Orgelpädagoge († 1998)
- 08. April: Raoul Jobin, kanadischer Sänger und Musikpädagoge († 1974)
- 08. April: Berta Alves de Sousa, portugiesische Pianistin, Komponistin und Dirigentin († 1997)
- 09. April: Antal Doráti, ungarisch-amerikanischer Dirigent († 1988)
- 12. April: Feliks Rączkowski, polnischer Organist, Komponist und Musikpädagoge († 1989)
- 13. April: Bud Freeman, US-amerikanischer Tenor-Saxophonist († 1991)
- 19. April: Luis Alberti, dominikanischer Merenguekomponist († 1976)

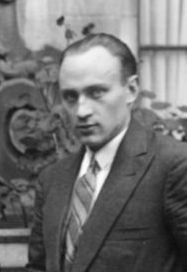
Paul Sacher; * 28. April

- 28. April: Paul Sacher, Schweizer Dirigent und Mäzen († 1999)
- 29. April: Achmet Schubanow, kasachischer Komponist († 1968)
- 01. Mai: Joachim Riedel, deutscher Sänger und Theaterschauspieler († 1931)
- 05. Mai: Primo Angeli, italienischer Jazz- und Unterhaltungsmusiker († 2003)
- 05. Mai: Waldemar Bloch, österreichischer Komponist, Pianist und Musikpädagoge († 1984)
- 12. Mai: Aurel von Milloss, ungarisch-italienischer Tänzer, Choreograf und Ballettdirektor († 1988)
- 15. Mai: Yvonne Blanc, französische Jazz- und Unterhaltungsmusikerin (Piano) († 1997)
- 17. Mai: Zinka Milanov, kroatische Opernsängerin (Sopran) († 1989)
- 18. Mai: Frederick Zimmermann, US-amerikanischer Kontrabassist und Musikpädagoge († 1967)
- 22. Mai: Aaron Sparks, US-amerikanischer Bluesmusiker († 1935)
- 23. Mai: Lucha Reyes, mexikanische Sängerin und Schauspielerin († 1944)
- 25. Mai: Friedrich Siebert, deutscher Dirigent und Komponist († 1987)
- 28. Mai: Phil Regan, US-amerikanischer Sänger und Schauspieler († 1996)
- 01. Juni: Andria Balantschiwadse, georgischer Komponist († 1992)
- 01. Juni: Charles-Émile Gadbois, kanadischer Geistlicher, Musikverleger und Komponist († 1981)
- 02. Juni: David Le Vita, US-amerikanischer Musikwissenschaftler, Pianist und Musikpädagoge († 2006)

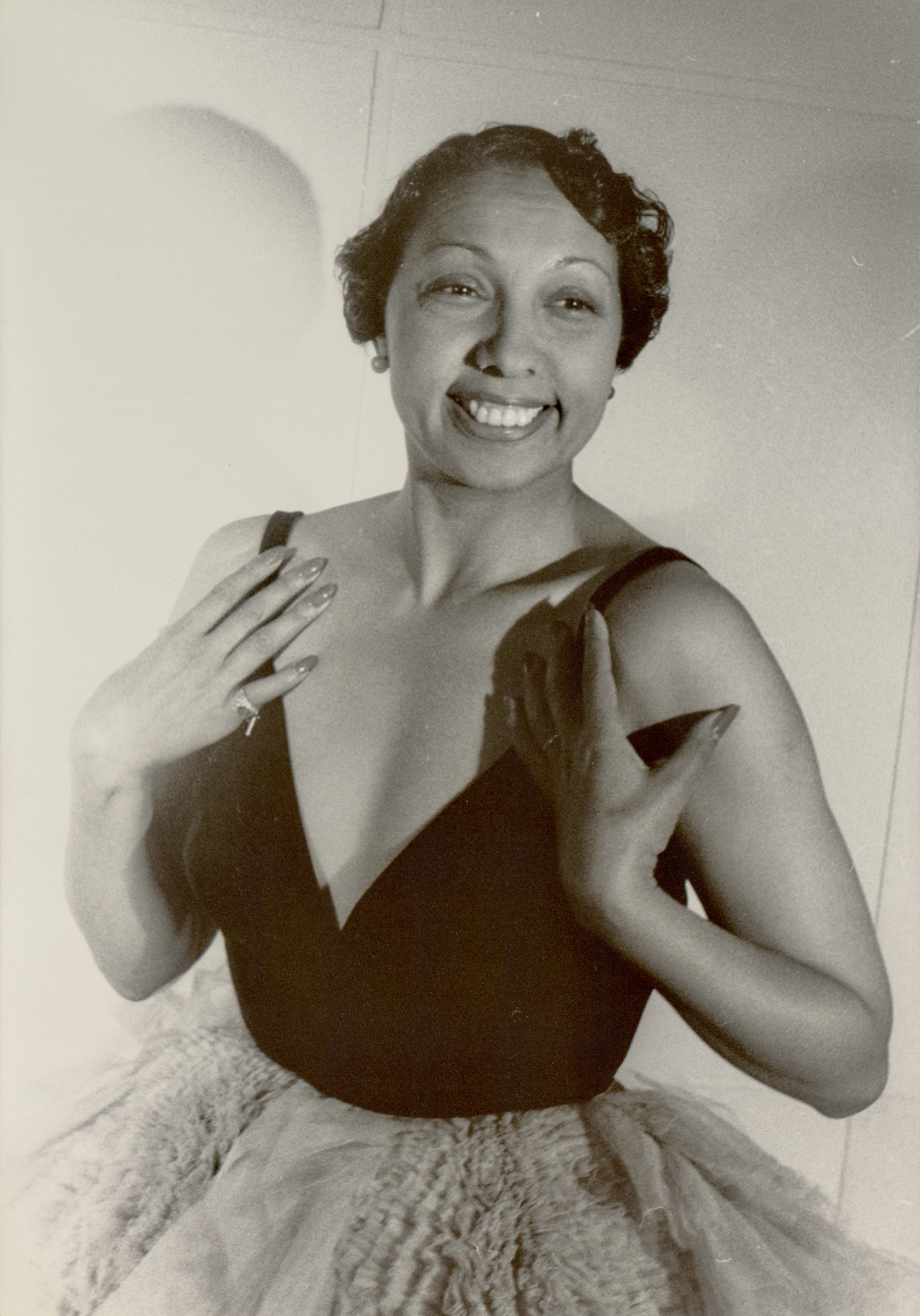
Josephine Baker; * 3. Juni

- 03. Juni: Josephine Baker, US-amerikanische Tänzerin, Sängerin und Schauspielerin († 1975)
- 03. Juni: László Szemere, ungarischer Opernsänger († 1963)
- 04. Juni: Richard Whorf, US-amerikanischer Schauspieler, Regisseur, Autor und Filmproduzent († 1966)
- 06. Juni: Georg Irmer, deutscher Opernsänger sowie Theater- und Filmschauspieler († 1987)
- 09. Juni: Rudolf Metzmacher, deutscher Cellist († 2004)
- 10. Juni: János Viski, ungarischer Komponist († 1961)
- 11. Juni: Jan Hoffman, polnischer Pianist und Musikpädagoge († 1995)
- 11. Juni: Arthur Troester, deutscher Violoncellist († 1997)
- 13. Juni: Sten-Åke Axelson, schwedischer Dirigent († 1988)
- 15. Juni: Hans Schwieger, deutsch-amerikanischer Dirigent († 2000)
- 17. Juni: Roider Jackl, bayerischer Volkssänger († 1975)
- 19. Juni: Heinz Arnold, deutscher Opernregisseur und Hochschullehrer († 1994)
- 21. Juni: Harry Goodman, US-amerikanischer Jazzmusiker († 1997)
- 21. Juni: Grete Sultan, deutsch-US-amerikanische Pianistin († 2005)
- 24. Juni: Pierre Fournier, französischer Cellist († 1986)
- 26. Juni: Al Stillman, US-amerikanischer Songwriter († 1979)
- 27. Juni: Gerhard Pallmann, deutscher Herausgeber und NS-Propagandist († 1957)
- 29. Juni: Ludwig Zwickl, österreichischer Kabarettist, Musiker, Komiker, Sänger, Bühnen- und Filmschauspieler († 1975)

### Juli bis September
- 05. Juli: Edith Burger, Schweizer Pianistin und Sängerin († 1948)
- 07. Juli: Charlo, argentinischer Tangosänger, Pianist, Komponist und Schauspieler († 1990)

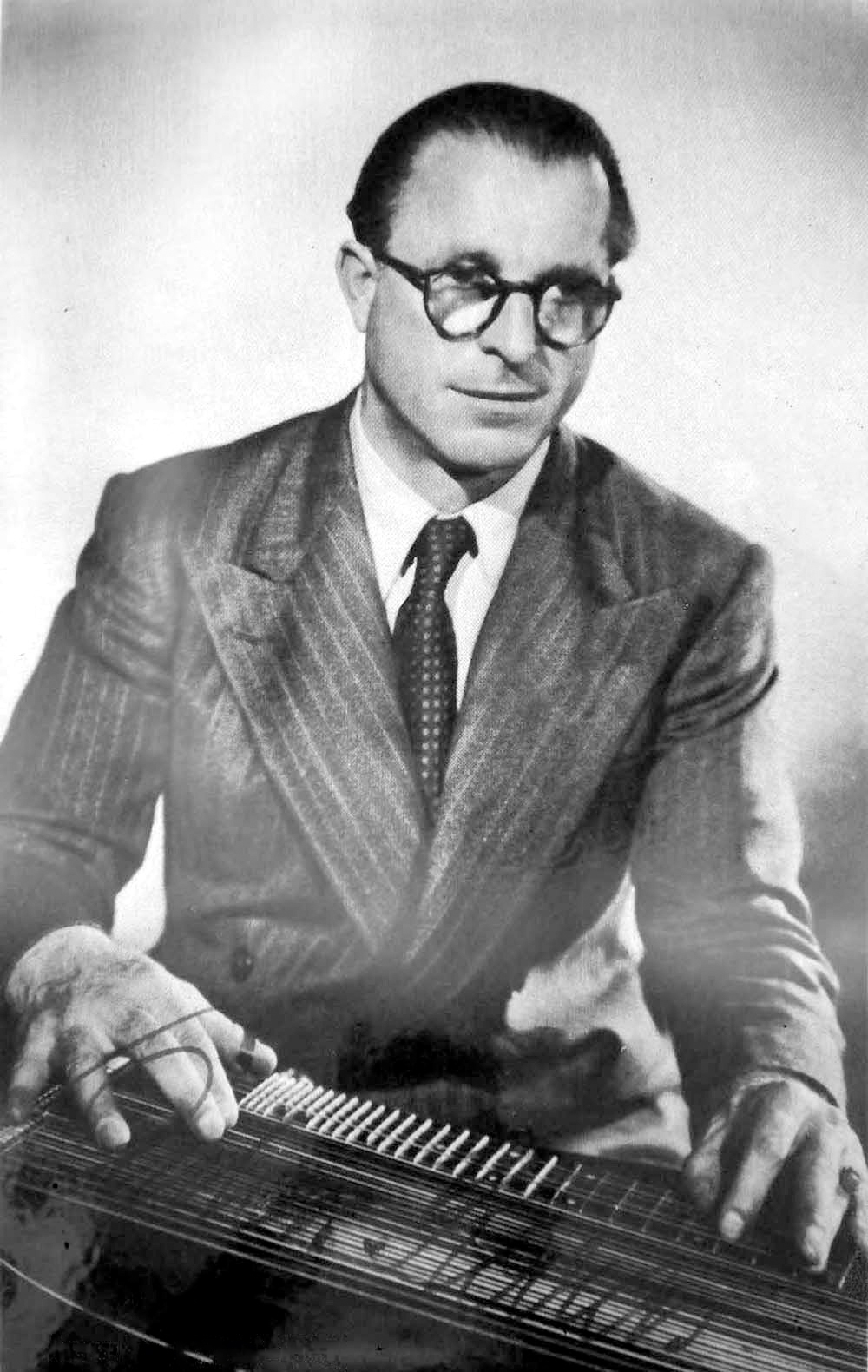
Anton Karas; * 7. Juli

- 07. Juli: Anton Karas, österreichischer Komponist und Musiker († 1985)
- 09. Juli: Elisabeth Lutyens, britische Komponistin († 1983)
- 21. Juli: Annelies Kupper, deutsche Opernsängerin († 1987)
- 21. Juli: Daniel Ayala Pérez, mexikanischer Komponist († 1975)
- 25. Juli: John Cornelius Hodges, Alt-Saxophonist († 1970)
- 28. Juli: Gottlob Frick, deutscher Opernsänger († 1994)
- 30. Juli: Serafín Pró, kubanischer Komponist und Chordirigent († 1977)
- 01. August: Michalis Souyioul, griechischer Komponist und Musiker († 1958)
- 07. August: Gerhard Frommel, deutscher Komponist und Musikpädagoge († 1984)
- 07. August: Werner Jacob, deutscher Theater- und Opernregisseur und Intendant († 1971)
- 09. August: Lucio Demare, argentinischer Tangopianist und -komponist († 1974)
- 14. August: Elsa Piaggio, argentinische Pianistin und Musikpädagogin († 1993)
- 16. August: Pedro Galindo, mexikanischer Sänger, Komponist, Schauspieler und Filmproduzent († 1989)
- 18. August: Curtis Jones, US-amerikanischer Bluespianist und -sänger († 1971)
- 18. August: Arthur Leblanc, kanadischer Geiger († 1985)
- 20. August: Günther Baum, deutscher Opernsänger und Gesangspädagoge († 1983)
- 21. August: Elizabeth A. H. Green, US-amerikanische Musikpädagogin, Dirigentin und Komponistin († 1995)
- 30. August: Raúl Spivak, argentinischer klassischer Pianist und Musikpädagoge († 1975)
- 01. September: Aksel Schiøtz, dänischer Sänger und Musikpädagoge († 1975)
- 04. September: Alexander Moyzes, slowakischer Komponist († 1984)
- 04. September: Hans Rütten, deutscher Tontechniker († nach 1960)
- 05. September: Dixie Boy Jordan, US-amerikanischer Country-Musiker († 1987)
- 05. September: Peter Mieg, Schweizer Komponist, Maler und Schriftsteller († 1990)
- 06. September: Nicolae Buicliu, rumänischer Komponist und Musikpädagoge († 1974)
- 06. September: Dorita Davis, argentinische Tangosängerin und Schauspielerin († 1980)
- 09. September: Kurt Janetzky, deutscher Hornist († 1994)
- 09. September: Weldon Kilburn, kanadischer Pianist, Organist und Musikpädagoge († 1986)
- 12. September: Gerhard Winkler, deutscher Komponist von Unterhaltungsmusik († 1977)
- 14. September: Andre Thiriet, französischer Komponist († 1976)
- 15. September: Margrit Braegger, Schweizer Illustratorin, Sängerin, Komponistin und Autorin († 1970)
- 17. September: Gerhard Gregor, deutscher Organist und Pianist († 1981)
- 18. September: Kaka Hathrasi, indischer humoristischer Dichter, Satiriker und Musikwissenschaftler († 1995)
- 19. September: Anna Amalie Abert, deutsche Musikwissenschaftlerin († 1996)
- 19. September: Massimo Freccia, italienischer Dirigent († 2004)
- 19. September: Dalibor Vačkář, tschechischer Komponist († 1984)
- 24. September: Michael Jary, deutscher Komponist († 1988)

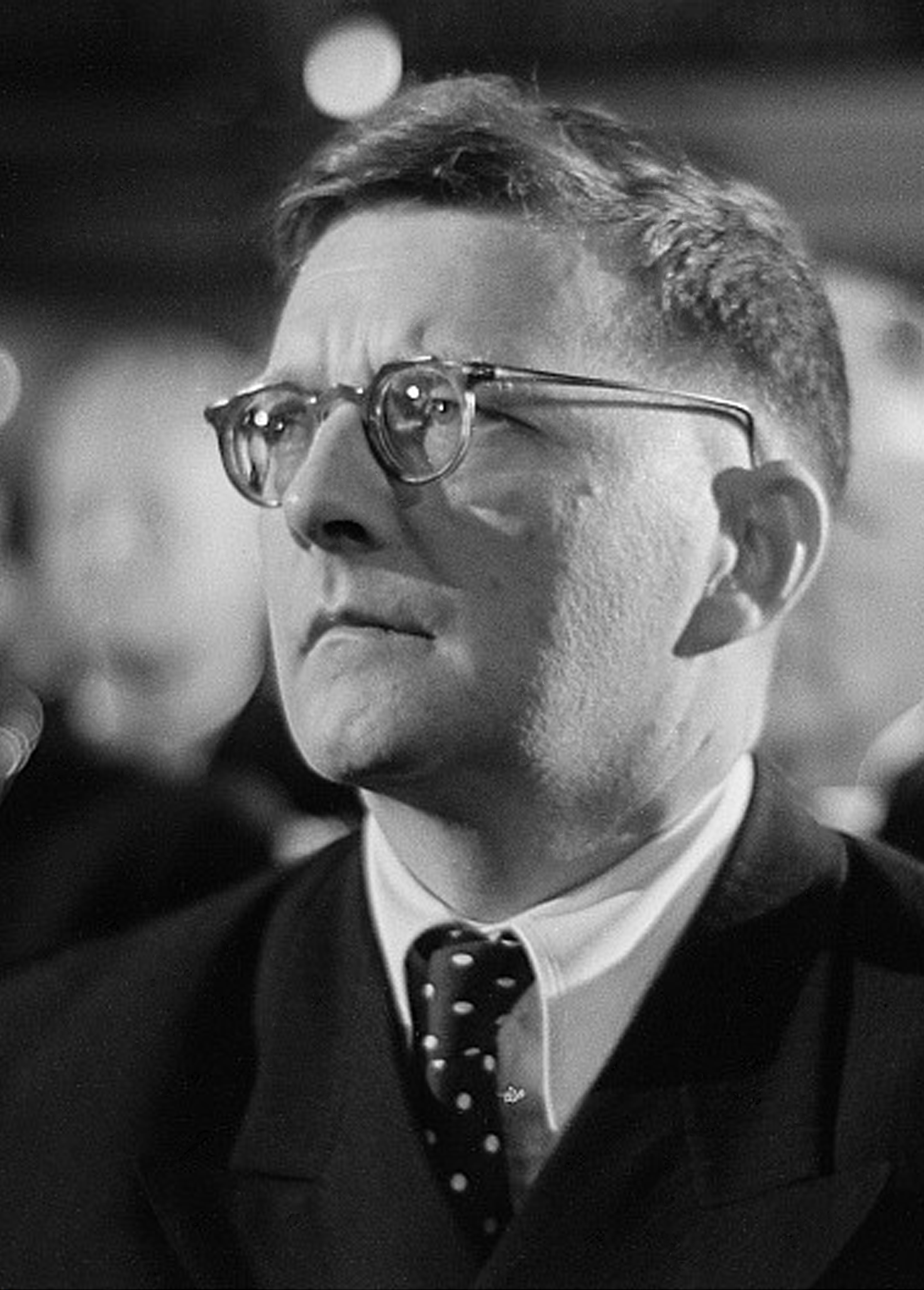
Dmitri Schostakowitsch; * 25. September

- 25. September: Dmitri Schostakowitsch, sowjetischer Komponist († 1975)
- 28. September: Hubert Barwahser, niederländischer Flötist und Musikpädagoge († 1985)
- 29. September: Engelhard Barthe, deutscher Organist, Cembalist, Dirigent, Chorleiter, Dozent und Komponist († 1977)
- 29. September: Charles Wolcott, US-amerikanischer Musikdirektor, Komponist und Filmkomponist († 1987)
- 30. September: Wera Alexandrowna Dawydowa, sowjetische bzw. georgische Mezzosopranistin und Hochschullehrerin († 1993)
- 30. September: Václav Smetáček, tschechischer Dirigent, Komponist und Oboist († 1986)

### Oktober bis Dezember
- 09. Oktober: Jānis Ivanovs, lettischer Komponist († 1983)
- 10. Oktober: Paul Creston, US-amerikanischer Musiker und Komponist († 1985)
- 15. Oktober: Juan Pablo Miranda, kubanischer Flötist und Komponist († 1986)
- 18. Oktober: Karl Kritz, austroamerikanischer Dirigent († 1969)
- 21. Oktober: Tomojiro Ikenouchi, japanischer Komponist und Musikpädagoge († 1991)
- 22. Oktober: Kees van Baaren, niederländischer Komponist und Musikpädagoge († 1970)
- 23. Oktober: Augusta Poell, deutsche Sopranistin († 1955)
- 01. November: Gwendolyn Koldofsky, kanadische Pianistin und Musikpädagogin († 1998)
- 01. November: Sara Garif kysy Sadyjkowa, sowjetische Sängerin und Komponistin tatarischer Herkunft († 1986)

Alma Rosé; * 3. November

- 03. November: Alma Rosé, österreichische Violinistin († 1944)
- 04. November: Siegfried Borris, deutscher Komponist und Musikpädagoge († 1987)
- 04. November: Arnold Cooke, britischer Komponist († 2005)
- 09. November: Ton Kotter, niederländischer Komponist und Dirigent († 1991)
- 15. November: Petronella Göring, österreichische Pianistin und Komponistin († 1968)
- 19. November: Jacques Leguerney, französischer Komponist († 1997)
- 21. November: William John Mitchell, US-amerikanischer Musikwissenschaftler († 1971)
- 24. November: Conrad Hansen, deutscher Pianist († 2002)
- 30. November: Riad Al Sunbati, ägyptischer Komponist und Musiker († 1981)
- 03. Dezember: Luis Brighenti, argentinischer Tangopianist, Komponist und Bandleader († 1984)
- 07. Dezember: Elisabeth Höngen, deutsche Sängerin (Mezzosopran) († 1997)
- 07. Dezember: George James, US-amerikanischer Jazzmusiker (Saxophon, Klarinette, Flöte) († 1995)
- 09. Dezember: Leocadio Vizcarrondo, puerto-ricanischer Musiker, Arrangeur und Komponist († 1993)
- 10. Dezember: Harold Campbell Adamson, US-amerikanischer Komponist, Filmkomponist und Liedtexter († 1980)
- 10. Dezember: Phyllis Holtby, kanadische Pianistin, Cembalistin und Musikpädagogin († 1993)
- 12. Dezember: Émile Marcelin, französischer Komponist († 1954)

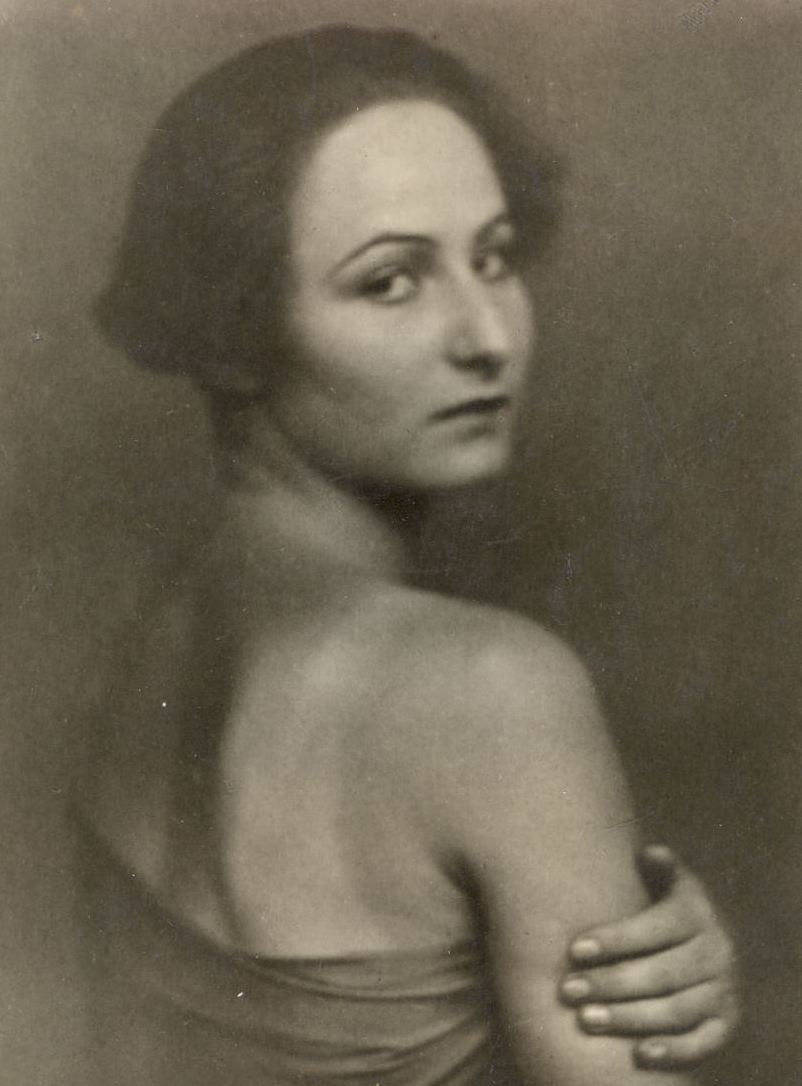
Pamela Wedekind; * 12. Dezember

- 12. Dezember: Pamela Wedekind, deutsche Schauspielerin und Chansonsängerin († 1986)
- 13. Dezember: Boris Tichonowitsch Koschewnikow, russischer Komponist und Professor († 1985)
- 13. Dezember: Ingmar Liljefors, schwedischer Komponist († 1981)
- 13. Dezember: Hans Moldenhauer, deutsch-amerikanischer Musikwissenschaftler, Pianist, Musikpädagoge und Autographensammler († 1987)
- 14. Dezember: Helmut Bornefeld, deutscher Kirchenmusiker, Komponist, Orgelsachverständiger, Grafiker und Autor († 1990)
- 16. Dezember: Oscar Borgerth, brasilianischer Violinist († 1992)
- 17. Dezember: Fernando Lopes-Graça, portugiesischer Komponist, Musikkritiker und Musikwissenschaftler († 1994)
- 21. Dezember: Georg Knepler, österreichischer Musikwissenschaftler († 2003)
- 23. Dezember: Ross Lee Finney, US-amerikanischer Komponist († 1997)
- 23. Dezember: Wolfgang Vacano, deutsch-amerikanischer Dirigent und Musikpädagoge († 1985)
- 24. Dezember: Giulio Cesare Sonzogno, italienischer Komponist († 1976)
- 24. Dezember: Franz Waxman, deutscher Filmkomponist, Dirigent und Arrangeur († 1967)
- 25. Dezember: Rudolf Goehr, deutsch-amerikanischer Komponist, Pianist und Dirigent († 1981)
- 26. Dezember: Imperio Argentina, spanische Sängerin und Filmschauspielerin († 2003)
- 29. Dezember: Jean Vuillermoz, französischer Komponist († 1940)

### Genaues Geburtsdatum unbekannt
- Rafael Adame, mexikanischer Komponist und Gitarrist († 1963)
- Cuba Austin, US-amerikanischer Jazz-Schlagzeuger († 1961)
- Keith Cummings, australischer Bratschist († 1992)
- Willy Dold, deutscher Orgelbauer († 1959)
- Ahmad Ebādi, iranischer Setarspieler († 1993)
- Hal Evans, englischer Komponist, Arrangeur, Pianist und Dirigent († 1998)
- Jules Jacob, kanadischer Sänger (Tenor) († 1969)
- Frances Kraft Reckling, US-amerikanische Musikerin (Piano, Komposition) († 1987)
- Alois Wölfl, deutscher Orgelbauer († 1988)

### Geboren um 1906
- Bessie Tucker, US-amerikanische Blues-Sängerin und Songwriterin († 1933)

## Gestorben

### Todesdatum gesichert
- 06. Januar: Gabrielle Krauss, österreichische Opernsängerin (* 1842)
- 16. Januar: Anton Wunderer, österreichischer Hornist und Komponist (* 1850)
- 18. Januar: Octave Chatillon, kanadischer Geiger, Pianist, Organist, Komponist und Dramatiker (* 1832)
- 21. Januar: Henry Sutherland Edwards, britischer Schriftsteller und Journalist (* 1828)
- 30. Januar: Paul Dresser, US-amerikanischer Sänger, Songwriter, Entertainer und Musikverleger (* 1858)
- 00. Januar: Henri Duvernoy, französischer Musikpädagoge, Organist und Komponist (* 1820)
- 25. Februar: Anton Stepanowitsch Arenski, russischer Komponist (* 1861)
- 26. Februar: Tomaso Benvenuti, italienischer Komponist (* 1838)
- 08. März: Matthias Braumandl, deutscher Orgelbauer (* 1829)
- 19. März: Martin Nováček, böhmischer Komponist, Dirigent, Musikpädagoge und Musiker (* 1834)

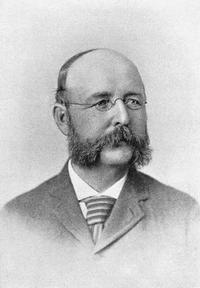
John Knowles Paine; † 25. April

- 25. April: John Knowles Paine, US-amerikanischer Komponist (* 1839)
- 09. Mai: Charles Wels, US-amerikanischer Komponist (* 1825)
- 24. Mai: Heinrich Reimann, deutscher Musikwissenschaftler, Organist und Komponist (* 1850)
- 08. Juni: Christian Horneman, dänischer Komponist (* 1840)
- 00. Juni: Cesare Dall’Olio, italienischer Komponist und Musikpädagoge (* 1849)

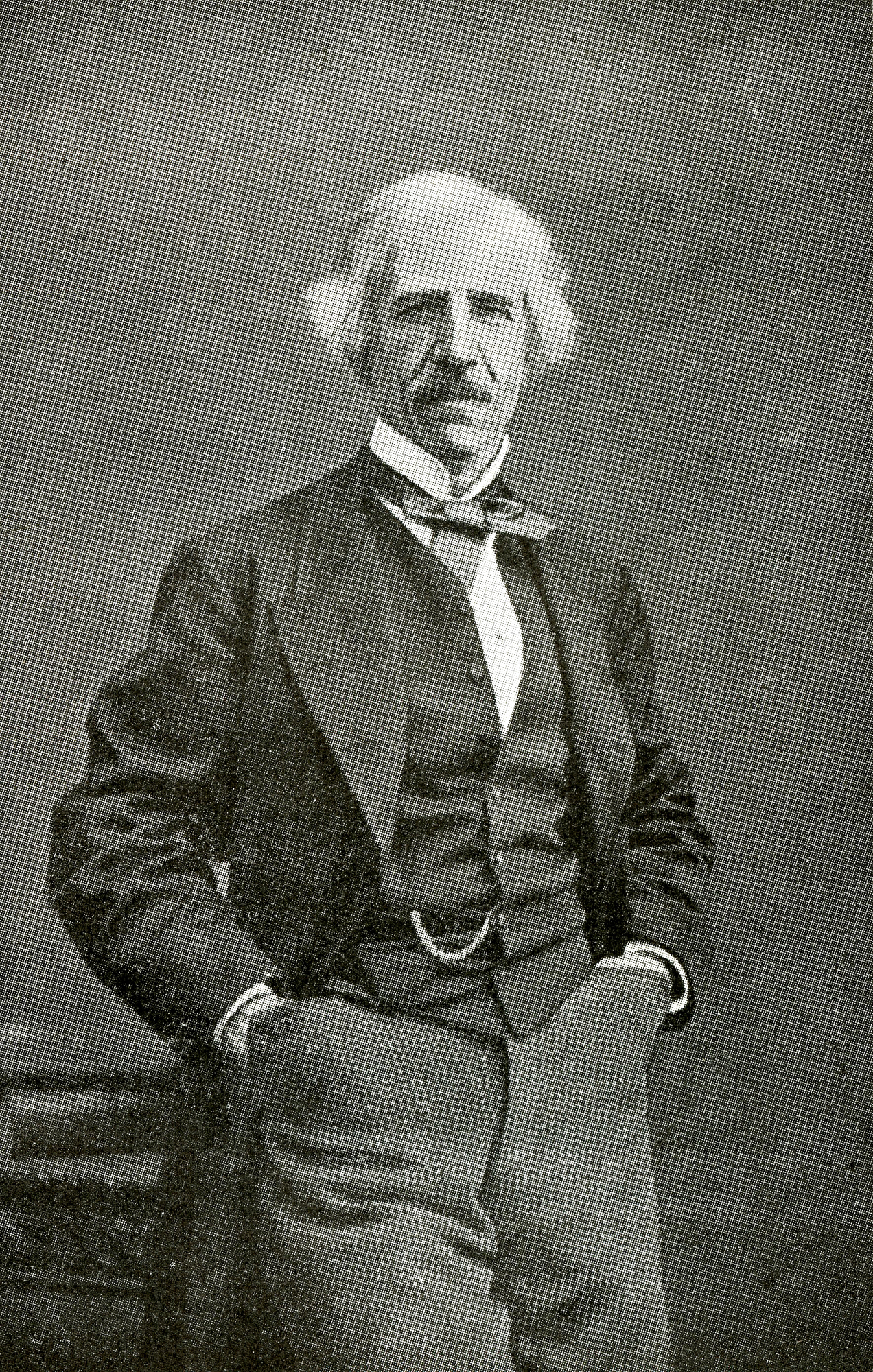
Manuel Garcia; † 1. Juli

- 01. Juli: Manuel Patricio Rodríguez García, spanischer Opernsänger, Gesangslehrer und Musikpädagoge (* 1805)
- 19. Juli: Johann Jakob Nater, Schweizer Komponist, Organist und Dirigent (* 1826)
- 01. August: Felix Dreyschock, deutscher Pianist, Komponist und Musiklehrer (* 1860)
- 04. August: Oscar Pfeiffer, österreichisch-argentinischer Pianist und Komponist (* 1824)
- 06. August: Antoni Agramont i Quintana, katalanischer Flügelhornist, Cobla-Dirigent und Sardana-Komponist (* 1851)
- 26. August: Eugen Gura, österreichischer Opernsänger (* 1842)
- 00. August: Napoléon Alkan, französischer Komponist und Musikpädagoge (* 1826)
- 23. September: Sophie Offermans-van Hove, niederländische Konzertsängerin (* 1829)
- 13. Oktober: Ada Lewis-Hill, englische Amateurmusikerin und Stifterin (* 1844)
- 16. November: Mina Schück, schwedische Pianistin (* 1816)
- 01. Dezember: Flora Batson, US-amerikanische Sängerin (* 1864 oder 1865)
- 14. Dezember: Heinrich Götze, deutscher Musikpädagoge und Komponist (* 1836)
- 31. Dezember: Friedrich Gumpert, deutscher Hornist und Professor (* 1841)

### Genaues Todesdatum unbekannt
- Georg Alsbach, deutsch-niederländischer Musikverleger (* 1830)
- Georges Jacobi, deutscher Komponist und Dirigent (* 1840)